# مانفرد رومل (بازیکن فوتبال)
مانفرد رومل (انگلیسی: Manfred Rummel; ۲۲ مارس ۱۹۳۸ – ۲۷ ژوئیهٔ ۲۰۱۷) بازیکن فوتبال اهل آلمان بود.
از باشگاه‌هایی که در آن بازی کرده‌است می‌توان به باشگاه فوتبال کایزرسلاوترن اشاره کرد.